# Dödsmask

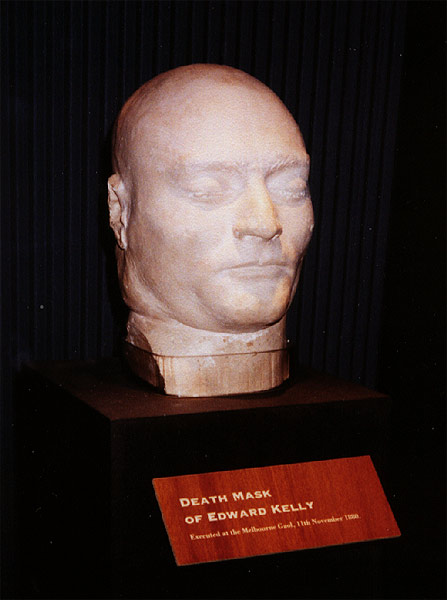
Ned Kellys dödsmask i ett gammalt fängelse i Melbourne, som numera är museum.

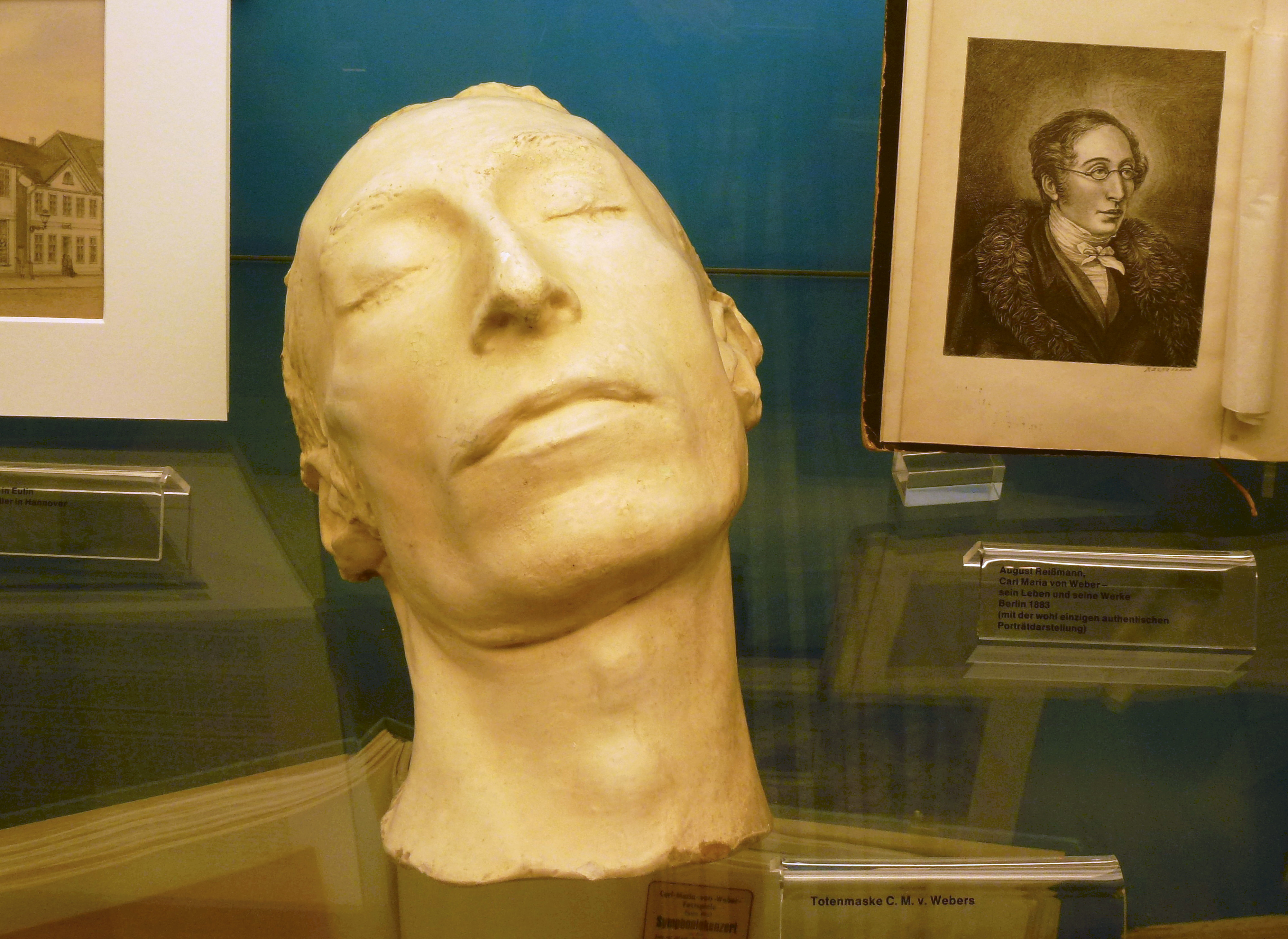
Carl Maria von Webers dödsmask.

Dödsmask av kejsar Napoleon I

Dödsmask är en avgjutning av en persons ansikte som görs efter döden. Den kan fungera som ett minne av personen eller som förlaga till framtida avporträtteringar (både målade och skulpterade) men har i många historiska fall framställts för ett visst relikvärde av historiska personer.

## Historisk användning
På 1600-talet användes dödsmasker i minnesvårdar över den avlidne och de visades ofta upp vid statsbegravningar. Under 1800-talet och tidigt 1900-tal användes också dödsmasker för att avbilda lik som behövde identifieras; denna funktion ersattes senare av fotografering. Även frenologer och etnografer har använt både dödsmasker och avgjutningar av levande människor för vetenskapliga och pseudovetenskapliga syften.
Dödsmasker gjordes ofta i en liten upplaga åt anhöriga, museer, arkiv eller konstnärer. Gustav III:s, Carl-Michael Bellmans och Karl XII:s dödsmasker finns bland annat hos maskmakaren Gunilla von Werder, vars ateljé och galleri är öppna för besökare, vid Krapperup slott (Höganäs).

## Metod
Det är en vanlig missuppfattning att somliga dödsmasker fått sin skevhet, förvridenhet eller asymmetri på grund av att likets ansikte sjunkit ihop under gipsets tyngd. Detta är felaktigt, för gipset hälls aldrig över ansiktet, utan övertäckes av gipsindränkta tunna bitar av textilväv (eller gipsbindor) för att få en tunn/lätt första negativ (spegelvänd/konkav)avgjutning. Detta första skal-liknande negativ avtages därefter försiktigt och stabiliseras med ett förstärkande tjockare gipslager, på baksidan. Därmed är negativet, det vill säga gjutformen färdig, vilket är själva originalet (likt analog fotografi så är alltså negativet det egentliga originalet), medan de färdiga dödsmaskerna endast är kopior. Dock brukar de masker som gjutits i originalformen ändå benämnas som "original".
Före gjutning, av en positiv kopia, bör formens insida beläggas med släppmedel, som till exempel fett eller puder, vilket underlättar urtagandet av den gjutna kopian ur formen. Gips, eller cement, hälles därefter i den negativa gipsformen och dödsmasken urtages efter gjutmaterialets brinntid/torkning/härdning. Men, då både negativet och positivet tidigare alltid var av icke-elastiskt material, tvingades gjutaren ofta slå sönder formen för att få ut den färdiga masken (i modern tid kan formen däremot framställas av elastiskt silikongummi). Så för att säkerställa möjligheten att kunna framställa flera exemplar, skapade gjutaren ofta flera gjutformar, innan produktionen började. 
Men mångfaldigandet av flera gjutformar avgöts inte direkt på likets ansikte, utan på ansiktskopior av lera, som framställts genom att pressa in mjuk lera i den första originalgjutformen. Den formbara leran är relativt lätt att ta ur, särskilt efter ett par dygns torkning och därmed viss krympning och ger därmed ett nytt leransikte att skapa gjutformar på. Men lerans formbarhet kan även, i oturliga fall, orsaka viss deformation vid oförsiktigt urtagande ur originalformen. 
Det är från detta skede som somliga dödsmasker fått förvridna, deformerade eller asymmetriska drag. Lägg därtill att det kunde gå lång tid innan gjutningen utfördes på den döde, vars ansikte naturligtvis påverkas av tid och temperatur. Gjutningen av den döde gjordes ju inte av de anhöriga utan krävde konstnärer, stuckatörer, konstgjutare eller – i sällsynta fall – kunniga liksvepare och begravningsentreprenörer. Att många dödsmasker uppfattas som "insjunkna" har oftast sin naturliga förklaring i att den avgjutne oftast var mycket åldrad eller sjuk. 